# Colobaspis regalis
Colobaspis regalis is een keversoort uit de familie halstandhaantjes (Megalopodidae). De wetenschappelijke naam van de soort werd in 1920 gepubliceerd door Julien Achard.